# Məhəmməd Mirzəbəyov
Məhəmməd Mirzəbəy oğlu Mirzəbəyov (ros. Магомед Мирзабекович Мирзабеков; ur. 16 listopada 1990 w Machaczkale) – azerski piłkarz pochodzenia rosyjskiego grający na pozycji prawego obrońcy. Od 2021 jest zawodnikiem klubu Səbail Baku.

## Kariera klubowa
Swoją karierę piłkarską Mirzəbəyov rozpoczął w klubie Torpedo Moskwa. W 2008 roku grał w rezerwach tego klubu w czwartej lidze rosyjskiej. Z kolei w 2009 roku był zawodnikiem występującego we Wtoroj diwizion, Torpeda-ZIŁ Moskwa. W 2010 roku przeszedł do Anży Machaczkała, w którym zadebiutował 14 lipca 2010 w wygranym 2:1 meczu Pucharu Rosji z Pskow-747 Psków. Nie zaliczył jednak debiutu w Anży w meczu Priemjer-Ligi.
Latem 2012 roku Mirzəbəyov odszedł z Anży do klubu Sumqayıt FK. Swój debiut w nim zanotował 4 sierpnia 2012 w zremisowanym 2:2 domowym meczu z AZAL PFK Baku. W Sumgaicie spędził dwa sezony.
W 2014 roku Mirzəbəyov przeszedł z İnteru Baku. W klubie tym swój debiut zaliczył 10 sierpnia 2014 w zwycięskim 4:0 domowym spotkaniu z Qəbələ FK. W sezonie 2014/2015 wywalczył z İnterem wicemistrzostwo Azerbejdżanu. W İnterze grał przez rok.
Latem 2015 roku Mirzəbəyov został zawodnikiem klubu Qəbələ FK. Zadebiutował w nim 15 sierpnia 2015 w wygranym 2:0 wyjazdowym meczu z AZAL PFK Baku. W sezonie 2016/2017 został wicemistrzem kraju.
W 2017 roku Mirzəbəyov trafił do Neftçi PFK, w którym swój debiut zanotował 11 sierpnia 2017 w przegranym 0:2 domowym spotkaniu z Qarabağem. W sezonie 2018/2019 wywalczył z Neftçi wicemistrzostwo Azerbejdżanu.
Latem 2019 Mirzəbəyov odszedł z Neftçi do Sabahu Baku. W Sabahu swój debiut zaliczył 19 sierpnia 2019 w zremisowanym 1:1 wyjazdowym meczu z Neftçi. W Sabahu występował do końca sezonu 2020/2021.
Latem 2021 Mirzəbəyov został piłkarzem innego klubu z Baku, Səbailu. Zadebiutował w nim 14 sierpnia 2021 w zwycięskim 1:0 wyjazdowym meczu z Sabahem Baku.
| Sezon   | Klub               | Kraj        | Rozgrywki       | Mecze | Gole |
| ------- | ------------------ | ----------- | --------------- | ----- | ---- |
| 2008    | Torpedo-2 Moskwa   | Rosja       | Liga Amatorska  | ?     | 2    |
| 2009    | Torpedo-ZIŁ Moskwa | Rosja       | Wtoroj diwizion | 22    | 0    |
| 2010    | Anży Machaczkała   | Rosja       | Priemjer-Liga   | 0     | 0    |
| 2011/12 | Anży Machaczkała   | Rosja       | Priemjer-Liga   | 0     | 0    |
| 2012/13 | Sumqayıt FK        | Azerbejdżan | Premyer Liqası  | 28    | 1    |
| 2013/14 | Sumqayıt FK        | Azerbejdżan | Premyer Liqası  | 34    | 0    |
| 2014/15 | İnter Baku         | Azerbejdżan | Premyer Liqası  | 30    | 4    |
| 2015/16 | Qəbələ FK          | Azerbejdżan | Premyer Liqası  | 13    | 4    |
| 2016/17 | Qəbələ FK          | Azerbejdżan | Premyer Liqası  | 12    | 0    |
| 2017/18 | Neftçi PFK         | Azerbejdżan | Premyer Liqası  | 21    | 0    |
| 2018/19 | Neftçi PFK         | Azerbejdżan | Premyer Liqası  | 10    | 0    |
| 2019/20 | Sabah Baku         | Azerbejdżan | Premyer Liqası  | 16    | 0    |
| 2020/21 | Sabah Baku         | Azerbejdżan | Premyer Liqası  | 9     | 0    |

## Kariera reprezentacyjna
Mirzəbəyov grał w młodzieżowych reprezentacjach Rosji na szczeblach U-18 i U-19. W reprezentacji Azerbejdżanu zadebiutował 7 czerwca 2015 w przegranym 1:3 towarzyskim meczu z Serbią, rozegranym w St. Pölten.